# Хроніка Азарія
Хроніка Азарія — молдавський літопис складений в другій половині 16 століття монахом Азарієм на замовлення молдовського господаря Петра Кульгавого. Розповідає про події в Молдові у 1551—1574 роках. Фактично є продовженням хроніки Макарія, учнем якого був Азарій. Хроніка написана церковнослов'янською мовою. Є цінним джерелом як відомостей з історії Молдови, а також однією з ранніх пам'яток молдавської літератури.

## Джерело
- Советская историческая энциклопедия, Москва, 1961

| Прапор Молдови | Це незавершена стаття про Молдову. Ви можете допомогти проєкту, виправивши або дописавши її. |